# 2-Methylhexan
2-Methylhexan ist eine chemische Verbindung aus der Gruppe der aliphatischen  gesättigten Kohlenwasserstoffe. Es ist eines der neun Konstitutionsisomere des Heptans.

## Gewinnung und Darstellung
2-Methylhexan kommt im Erdöl vor. Die Verbindung kann auch durch die Isomerisierung von n-Heptan erhalten werden. Schon 1927 wurde eine Laborsynthese beschrieben, bei der die Grignardverbindung aus n-Butylmagnesiumbromid  mit Aceton umgesetzt wird. Das resultierenden 2-Methyl-2-hexanol wird zum 2-Methyl-2-hexen dehydratisiert und anschließend mittels Nickelkatalysor zum 2-Methylhexan hydriert.

## Eigenschaften

### Physikalische Eigenschaften
2-Methylhexan ist ein leichtentzündliche, leicht flüchtige, farblose Flüssigkeit.
Die Dampfdruckfunktion ergibt sich nach Antoine entsprechend log10(P) = A−(B/(T+C)) (P in bar, T in K) mit A = 4,00653, B = 1240,869 und C = −53,047 im Temperaturbereich von 292 bis 364 K. Die Temperaturabhängigkeit der Verdampfungsenthalpie lässt sich entsprechend der Gleichung ΔVH0=Aexp(−βTr)(1−Tr)β (ΔVH0 in kJ/mol, Tr =(T/Tc) reduzierte Temperatur) mit A = 52 kJ/mol, β = 0,2879 und Tc = 530,3 K im Temperaturbereich zwischen 298 K und 353 K beschreiben.
Die wichtigsten thermodynamischen Eigenschaften sind in der folgenden Tabelle aufgelistet:
| Eigenschaft               | Typ                | Wert [Einheit]                                                     |
| ------------------------- | ------------------ | ------------------------------------------------------------------ |
| Standardbildungsenthalpie | ΔfH0gas ΔfH0liquid | −196,2 kJ·mol−1 −231 kJ·mol−1                                      |
| Verbrennungsenthalpie     | ΔcH0liquid         | −4810 kJ·mol−1                                                     |
| Wärmekapazität            | cp                 | 222,92 J·mol−1·K−1 (25 °C) als Flüssigkeit                         |
| Schmelzenthalpie          | ΔfH0               | 9,184 kJ·mol−1 beim Schmelzpunkt                                   |
| Schmelzentropie           | ΔfS0               | 59,29 kJ·mol−1 beim Schmelzpunkt                                   |
| Verdampfungsenthalpie     | ΔVH0               | 30,62 kJ·mol−1 beim Normaldrucksiedepunkt 34,98 kJ·mol−1 bei 25 °C |
| Kritische Temperatur      | TC                 | 257,3 °C                                                           |
| Kritischer Druck          | PC                 | 27,4 bar                                                           |
| Kritisches Volumen        | VC                 | 0,421 l·mol−1                                                      |
| Kritische Dichte          | ρC                 | 2,38 mol·l−1                                                       |

Dampfdruckfunktion von 2-Methylhexan
Temperaturabhängigkeit der Verdampfungsenthalpie von 2-Methylhexan

### Sicherheitstechnische Kenngrößen
2-Methylhexan  bildet leicht entzündliche Dampf-Luft-Gemische. Die Verbindung hat einen Flammpunkt von −10 °C. Der Explosionsbereich liegt zwischen 1,0 Vol.‑% (42 g/m3) als untere Explosionsgrenze (UEG) und 6,0 Vol.‑% (250 g/m3) als obere Explosionsgrenze (OEG). Die Zündtemperatur beträgt 280 °C. Der Stoff fällt somit in die Temperaturklasse T3.